# Romería de San Cristóbal (Jabaloyas)
La romería de San Cristóbal en una peregrinación anual que tiene lugar en Jabaloyas, municipio de la provincia de Teruel (Comunidad Autónoma de Aragón, España).
Se celebra el día el 10 de julio, onomástica del santo, momento en que los devotos javaloyenses suben al cerro Javalón (1.692 metros de altitud), donde se halla la Ermita de San Cristóbal a celebrar al patrón.

## Historia
Se desconoce el origen de esta romería, aunque la ermita ya existía a mediados del siglo XIX, nada dice Madoz (1847) de esta peregrinación.
Antaño (hasta mediados los años cincuenta y sesenta) la subida tenía lugar por la vertiente noroccidental, caminando (algunos peregrinos lo hacía descalzos, por promesa o devoción) o a lomos de caballerías engalandas con vistosas monturas. En la actualidad, sin embargo, la subida al cerro Javalón tiene lugar por la pista de Alobras, circundando la base del monte de norte a sur y ascendiendo por la ladera suroccidental, mediante vehículos a motor.

## Organización y descripción
La fiesta tenía su organización, rigiéndose por normas tácitamente establecidas por la tradición y la costumbre. Por turno o tanda de vecinos, anualmente se nombraban cuatro «cargos», que en la práctica recaían en cuatro matrimonios. El de más edad se constituía en «mayoral», como responsable oficial de la fiesta. En las antiguas cofradías medievales el mayoral (o mayordomo) era el administrador o responsable máximo de la hermandad, lo que explica el nombre y funciones de este cargo en la romería javaloyense.-
Nombrados los cuatro «cargos», estos elegían entre sus vecinos (parientes o amigos) a una pareja de jóvenes (chico y chica, mujer y varón) que recibían el nombre de «mozos del Santo» para que les ayudasen en la organización de la romería. De esta forma, entre «cargos» y «mozos del Santo» para organizar la fiesta se constituía a modo de comisión de fiestas patronales. El cometido de la comisión era organizar la fiesta: actos religiosos, música de gaiteros, hacer el pan del santo, acopiar el vino, y su reparto en el cerro tras la misa en la ermita.-
La comisión solicitaba la colaboración de todos los vecinos de Jabaloyas, incluida la aldea de Arroyofrío, pidiendo la entrega de una medida de harina panificable (o su equivalente en huevos o dinero), según la voluntad y posibilidades de cada familia. La colecta comenzaba en Arroyofrío, el Domingo de la Santísima Trinidad (siguiente domingo de Pentecostés):

«[...], las cuatro mujeres de los “cargos” con sus respectivas “mozas del Santo” se desplazaban a la aldea, vestidas para la ocasión, siendo lo más característico del atuendo el delantal o mandil blanco bordado que se ponían sobre las ropas. Así engalanadas iban por las calles, llamando de puerta en puerta y anunciándose como las “santeras” de san Cristóbal, portando recipientes adecuados para recoger los donativos (capazos o escriños). Esta misma comitiva realizaba la petición en Jabaloyas el siete de julio, esto es, tres días antes de la celebración de la romería, con la particularidad de que las mujeres de los “cargos” realizaban la demanda por la mañana y las “mozas del Santo” por la tarde».
Jabaloyas, pueblo de Teruel, Alfredo Sánchez Garzón

Tras la recogida de la harina se hacía el amasado y horneado del pan del santo en el horno público, haciéndose también tortas y pastas (8 de julio). El trabajo recaía sobre los «cargos» y «mozos del Santo», labor que se llevaba a cabo con alegría y buen humor, en lo que colaboraba la buena comida, el vino y la música que enardecía a los santeros. Al día siguiente (9 de julio) por la tarde, una vez horneado el pan y las pastas del santo, se subía al cerro Javalón, aprovechando el viaje para subir el vino dispuesto en botos de cuero. Todo lo cual se dejaba en un edificio (actualmente desaparecido) que había junto a la Ermita de San Cristóbal, al cuidado de los mismos porteadores, que pasaban allí la noche vigilando el pan y el vino del santo hasta su reparto al día siguiente.-
El día de la romería (10 de julio), un toque de campanas con bandeo anunciaba la reunión de la comisión: la concentración tenía lugar en la puerta de la Iglesia parroquial de la Asunción. En este punto comenzaba la romería de san Cristóbal, unos caminando, otros a lomos de sus caballerías magníficamente enjaezadas para la ocasión (con mantas de colores o colchas de cama). Los romeros vestían sus mejores galas, ellas con vistosos mantones, formando una alegre y sugestiva comitiva encabezada por los «cargos» y «mozos del Santo». En el trayecto desde la iglesia hasta la salida del pueblo las caballerías delanteras formaban dos hileras paralelas, a continuación iba la imagen del santo sobre sus andas, seguida del sacerdote revestido y sus acólitos. Por detrás iba el resto de la romería, parejas a caballo y los que marchaban caminando. La procesión se detenía a la salida del pueblo -en la portera de la Canal-: la imagen de san Cristóbal sobre sus andas continuaba su camino ascendente a hombros de sus porteadores, el sacerdote se unía a la comitiva con su cabalgadura, libre ya de las vestiduras litúrgicas. Una vez en la cima del monte, la imagen del santo era llevaba hasta la ermita, colocándola sobre el altar.-
A toque de campanico tenía lugar la concentración de los romeros en la ermita, para la celebración religiosa (misa y procesión de la imagen del santo por la explanada), acompañada con música de caja, gaitas y pita. Concluida la celebración tenía lugar la bendición del pan y el vino del santo, repartido a continuación por los «cargos» y «mozos del Santo» entre los concurrentes.-
Tras la comida y el baile de sobremesa se bajaba de nuevo al pueblo, hecho que tenía lugar sobre las cuatro de la tarde. La expectativa festiva de la subida era sustituida en la bajada por la alegría que proporciona el vino y el buen comer. Al llegar la romería a la portera de la Canal se organizaba de nuevo la procesión, con la particularidad de que al arribar a la plaza Nueva se colocaba la imagen de san Cristóbal en una hornacina dispuesta en la fachada de la «Casa de los Diezmos» (Lonja o Granero), donde tenía lugar un rezo final, que acababa con vivas a san Cristóbal. La procesión continuaba después hasta la puerta de la iglesia parroquial, allí se disolvía la procesión, previa la bendición de romeros y caballerías. La imagen del santo se guardaba en la Iglesia parroquial hasta el año siguiente...-
La celebración popular continuaba, sin embargo, con carreras de caballos en el Cantón (entre la plaza Nueva y la portera de la Canal):

El concurso tenía su vertiente cómica en una carrera de burros, en la que los animales iban a su aire, con los jinetes montados de espaldas. La fiesta continuaba al día siguiente, comenzaba con una misa mayor, realizándose en el transcurso del día diversos actos festivos: juegos de pelota y de calva, carreras pedestres y de sacos, tiro de barrón y de garrote, cucañas, juegos de cartas (guiñote), etc. Al atardecer de ese segundo día de fiesta tenía lugar el nombramiento de los “cargos” para el año siguiente, la entrega del nombramiento se hacía a la puerta de la casa del nuevo mayoral. El acto se acompañaba con músicas, se repartía vino entre los concurrentes, y bailes –y la fiesta- continuaban hasta la madrugada».
Jabaloyas, pueblo de Teruel, Alfredo Sánchez Garzón

## Estado actual de la romería
Con la emigración de los años sesenta, que despobló la zona, la Romería de San Cristóbal quedó reducida a su mínima expresión. El máximo poblacional de Jabaloyas tuvo lugar en 1910 (959 habitantes). Entre 1950 (549 hab.) y 2001 (84 hab.) el porcentaje de pérdida de población alcanzó el 84,70%. Para mantenerla y preservar su recuerdo, el Consistorio corría con todos los gastos de la fiesta: música, distribución de pan, vino y carne de cordero entre los asistentes que subían al cerro Javalón.
La antigua organización de la fiesta romera ha desaparecido, en pan del santo se encarga a una panadería, el vino se compra. Las caballerías enjaezadas han sido sustituidas por vehículos a motor. Nadie sube ya por los tradicionales caminos de herradura. Actualmente, sin embargo, la romería parece haber resurgido, tras décadas de estancamiento. Basta ver el número de asistentes con sus carpas, toldos y tiendas, y las colas que se forman para recoger el pan y el vino del santo. Aunque bajo nuevas circunstancias, la tradición romera en honor del santo portador de Cristo continúa en Jabaloyas.